# Stazione di Higashi-Fukushima
La stazione di Higashi-Fukushima (東福島駅?, Higashi-Fukushima-eki) è una stazione ferroviaria situata della città di Fukushima, nella prefettura omonima, ed è servita dalla linea principale Tōhoku regionale della JR East.

## Servizi ferroviari
East Japan Railway Company
■ Linea principale Tōhoku (servizi regionali)

## Struttura
La stazione è dotata di un marciapiede a isola con due binari passanti in superficie, collegati da un sovrappassaggio. Supporta la bigliettazione elettronica Suica.
| 1 | ■ Linea principale Tōhoku | per Fukushima, Kōriyama e Kuroiso |
| 2 | ■ Linea principale Tōhoku | per Shiroishi, Iwanuma e Sendai   |

## Stazioni adiacenti
| «                       | Servizio                 | »                       |
| Linea principale Tōhoku | Linea principale Tōhoku  | Linea principale Tōhoku |
| ----------------------- | ------------------------ | ----------------------- |
| Fukushima               | Locale Sendai City Rapid | Date                    |